# Souleymane Kone
Souleymane Kone (sinh ngày 6 tháng 5 năm 1994) là một cầu thủ bóng đá người Bờ Biển Ngà thi đấu cho DAC Dunajská Streda theo dạng cho mượn từ Djurgårdens IF.

## Sự nghiệp
Vào ngày 23 tháng 12 năm 2016 Djurgårdens IF thông báo vụ chuyển nhượng của Kone với hợp đồng 3 năm.
Vào ngày 10 tháng 1 năm 2018 Kone gia nhập DAC Dunajská Streda theo dạng cho mượn đến 31 tháng 12 năm 2018.

## Thống kê sự nghiệp

### Câu lạc bộ
Tính đến trận đấu diễn ra ngày 22 tháng 4 năm 2018
| Câu lạc bộ                 | Mùa giải            | Giải vô địch                    | Giải vô địch | Giải vô địch | Cúp Quốc gia | Cúp Quốc gia | Cúp Liên đoàn | Cúp Liên đoàn | Châu lục | Châu lục  | Khác    | Khác      | Tổng cộng | Tổng cộng |
| Câu lạc bộ                 | Mùa giải            | Hạng đấu                        | Số trận      | Bàn thắng    | Số trận      | Bàn thắng    | Số trận       | Bàn thắng     | Số trận  | Bàn thắng | Số trận | Bàn thắng | Số trận   | Bàn thắng |
| -------------------------- | ------------------- | ------------------------------- | ------------ | ------------ | ------------ | ------------ | ------------- | ------------- | -------- | --------- | ------- | --------- | --------- | --------- |
| Ararat Yerevan             | 2014–15             | Giải bóng đá ngoại hạng Armenia | 10           | 0            | 0            | 0            | -             | -             | -        | -         | -       | -         | 10        | 0         |
| Ararat Yerevan             | 2015–16             | Giải bóng đá ngoại hạng Armenia | 25           | 1            | 2            | 0            | -             | -             | -        | -         | -       | -         | 27        | 1         |
| Ararat Yerevan             | 2016–17             | Giải bóng đá ngoại hạng Armenia | 4            | 0            | 1            | 0            | -             | -             | -        | -         | -       | -         | 5         | 0         |
| Ararat Yerevan             | Tổng cộng           | Tổng cộng                       | 39           | 1            | 3            | 0            | -             | -             | -        | -         | -       | -         | 42        | 1         |
| Djurgårdens IF             | 2017                | Allsvenskan                     | 0            | 0            | 2            | 0            | -             | -             | -        | -         | -       | -         | 2         | 0         |
| Djurgårdens IF             | 2018                | Allsvenskan                     | 0            | 0            | 0            | 0            | -             | -             | 0        | 0         | -       | -         | 0         | 0         |
| Djurgårdens IF             | Tổng cộng           | Tổng cộng                       | 0            | 0            | 2            | 0            | -             | -             | 0        | 0         | -       | -         | 2         | 0         |
| DAC Dunajská Streda (mượn) | 2017–18             | Fortuna Liga                    | 1            | 0            | 0            | 0            | –             | –             | –        | –         | –       | –         | 1         | 0         |
| Tổng cộng sự nghiệp        | Tổng cộng sự nghiệp | Tổng cộng sự nghiệp             | 40           | 1            | 3            | 0            | -             | -             | 2        | 0         | -       | -         | 45        | 1         |